# Apostolische Penitentiarie

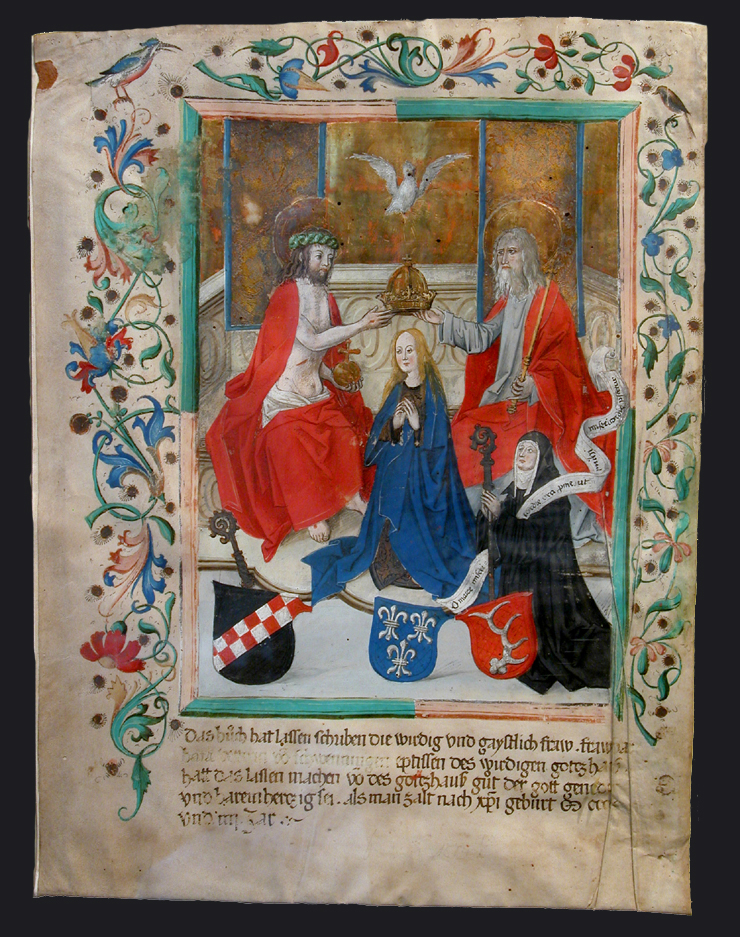
Kroning van de Heilige Maagd; herkomst: Breslauer Collectie, New York. De rol bevat een latijnse tekst gericht aan de H. Maagd: O Moeder van Genade, bid voor mij opdat ik vergeving ontvange.

De Apostolische Penitentiarie, ook Paenitentiaria Apostolica of Hooggerechtshof van de Apostolische Penitentiarie genoemd, is een gerechtshof van de Rooms-Katholieke Kerk en naast de Hoogste Rechtbank van de Apostolische Signatuur en het Tribunaal van de Rota Romana, een van de drie gerechtshoven van de Curie. De Apostolische Penitentiarie is een gerechtshof dat zich in hoofdzaak bezighoudt met vrijspraak, vrijstelling, verschoning en vormen van strafverlichting en -vermindering. De Apostolische Penitentiarie is daarmee verantwoordelijk voor vergeving van zonden binnen de Kerk.

## Jurisdictie
De Apostolische Penitentiarie heeft slechts jurisdictie (juridische zeggenschap) over zaken (i) die spelen in het rooms-katholieke kerkelijke domein, (ii) die betrekking hebben op het geweten ("forum internum") van de betrokken gelovige(n), en (iii) waarvan schuld en sanctie door de gewone biecht niet weggenomen kunnen worden.
Deze zeggenschap kan worden onderscheiden in verschillende daden van vergiffenis:
- Verlening van absolutie (vergeving en vrijspraak) voor een excommunicatie "latae sententiae" (een excommunicatie van rechtswege, dus zonder expliciete veroordeling).[2]
- Verlening van dispensatie namens de Heilige Stoel voor sacramentele belemmeringen.[3]
- De toekenning en het beheer van aflaten.
- Het verlichten of verminderen van een opgelegde straf.
- Het opleggen van schuldwegnemende sancties.
- Het beoordelen van de (on)toepasselijkheid van regels van canoniek recht.

De Apostolische Penitentiarie is tevens ervoor verantwoordelijk dat in de Patriarchale Basilieken te Rome voldoende functionarissen aanwezig zijn, beschikkend over voldoende faciliteiten, met de bevoegdheid van biechtvader.

## Prefect
De titel van het hoofd (de prefect) van de Apostolische Penitentiarie is kardinaal-grootpenitentiarius. Deze functionaris is een van de weinige leden van het college van kardinalen aan wie het in de periode van pauselijke sedisvacatie (interregnum tussen twee pontificaten) is toegestaan zijn functies te blijven uitoefenen en te communiceren met de buitenwereld.
De huidige grootpenitentiarius is Angelo De Donatis.